# Саммерскейл, Кейт
Кейт Саммерскейл (англ. Kate Summerscale, 1965) — английская журналистка и писательница.

## Биография
Закончила Оксфордский университет, получила степень магистра искусств в Стэнфорде. Живёт в Лондоне вместе с сыном. Работает для The Guardian, The Daily Telegraph и The Sunday Telegraph.

## Произведения
- 1997 — The Queen of Whale Cay[4][5]
- 2008 — Подозрения мистера Уичера, или Убийство на Роуд-Хилл / The Suspicions of Mr Whicher or The Murder at Road Hill House, пер. на рус. Н. А. Сафьянов (2010)
- 2012 — Бесчестие миссис Робинсон / Mrs Robinson’s Disgrace
- 2016 — The Wicked Boy: The Mystery of a Victorian Child Murderer

## Признание
- Уитбредовская премия 1997 (за книгу «The Queen of Whale Cay»)
- Премия Сомерсета Моэма 1998 (за книгу «The Queen of Whale Cay»)
- Samuel Johnson Prize 2008 (за роман «Подозрения мистера Уичера, или Убийство на Роуд-Хилл»)[6]
- Anthony Awards 2009